# Патрік (фільм, 2018)
«Патрік» (англ. Patrik) — сімейний фільм, комедія режисера Менді Флетчера, виробництво Великої Британії. У головній ролі Бітті Едмондсон. 

## Сюжет
Життя молодої дівчини Сари Френсіс не можна назвати вдалою: батьки не поважають, хлопець пішов без пояснень, а кар'єра зовсім не складається. Крім усього цього, померла бабуся заповідає їй свого розбещеного і примхливого мопса Патрика … Пес раз у раз втягує дівчину в різні неприємності, та й просто заважає жити. Однак, Сара навіть не здогадується наскільки Патрік змінить її життя. За допомогою Патріка у Сари з'явиться багато знайомих, нові друзі і нове кохання.

## У головних ролях
- Бітті Едмондсон —  Сара Френсіс
- Ед Скрейн —  Ветеринар
- Емілі Атак[en] —  Беккі
- Едріан Скарборо —  Містер Пітерс
- Шері Лунгі —  Розмарі
- Міланка Брукс —  Сюзанна